# Mieczysław Paczkowski
Mieczysław Jan Paczkowski (ur. 28 kwietnia 1920 w Ostrowie, zm. 7 stycznia 2005 w Wąbrzeźnie) – polski rolnik i polityk ludowy, poseł na Sejm PRL II, III i IV kadencji.

## Życiorys
Syn Stanisława Paczkowskiego (który zmarł w obozie koncentracyjnym w Dachau w 1942) i Leokadii Lempskiej. Uzyskał wykształcenie zasadnicze zawodowe, z zawodu rolnik. W 1945 rozpoczął pracę jako agronom gminny, następnie instruktor rejonowy przy Powiatowym Biurze Rolnym w Wąbrzeźnie oraz instruktor ochrony roślin przy Powiatowym Zarządzie Rolnictwa w Wąbrzeźnie. Sprawował funkcję przewodniczącego Rady Okręgowej Spółdzielni Mleczarskiej.
W 1946 ożenił się z Ireną Balicką, w tym samym roku wstąpił do Stronnictwa Ludowego, a w 1949 wraz z nim do Zjednoczonego Stronnictwa Ludowego. W ZSL był prezesem Powiatowego Komitetu w Wąbrzeźnie, członkiem Wojewódzkiego Komitetu ZSL i zastępcą członka Naczelnego Komitetu. Pełnił mandat radnego wojewódzkiej rady narodowej. W 1957, 1961 i 1965 uzyskiwał mandat posła na Sejm PRL z okręgów kolejno Brodnica i dwukrotnie Grudziądz. Przez trzy kadencje zasiadał w Komisji Komunikacji i Łączności.

## Odznaczenia
- Krzyż Kawalerski Orderu Odrodzenia Polski
- Złoty Krzyż Zasługi
- Srebrny Krzyż Zasługi (1955)[1]
- Brązowy Krzyż Zasługi (1951)[2]
- Medal 10-lecia Polski Ludowej (1955)[3]
- Medal za Długoletnie Pożycie Małżeńskie (1996)[4]
- Odznaka 1000-lecia Państwa Polskiego (1966)[5]